# Alatina grandis
Alatina grandis Agassiz e Mayer, 1902 è una cubomedusa della famiglia Alatinidae. È nota anche come Carybdea alata grandis.

## Distribuzione e habitat
La A. grandis è stata vista nelle isole Hawaii e nelle isole della Società, nell'Oceano Pacifico.

## Caratteristiche
Le dimensioni della  A. grandis sono, come lo indica il nome, particolarmente importanti nella famiglia Alatinidae: l'ombrella di un esemplare adulto misura infatti sui 170mm di lunghezza per 58mm di diametro; la medusa può anche raggiungere 230mm di lunghezza. Esemplari di A. grandis sono stati alcune volte considerati come di A. moseri adulte o addirittura come una varietà gigante di A. alata .
Gli esemplari finora raccolti non mostravano nematocisti sulla campana e neanche sui pedalia; gli adulti dispongono di un occhio, mentre le giovani meduse ne hanno tre.
Ernst Haeckel descrisse nel 1880 la specie A. turricula, basandosi su disegni precedenti, con pedalia arrotondati e dimensioni di 170mm: queste caratteristiche fanno pensare che l'esemplare esaminato fosse di fatto una A. grandis, poiché nessun'altra informazione è finora apparsa sulla specie.